# Stenen Koraal
Stenen Koraal – dzielnica (wijk) miasta Willemstad oraz osada (buurt) w dystrykcie Willemstad, w kraju autonomicznym Curaçao, należącym do Holandii, w Ameryce Południowej. 20 października 2023 r. liczyła 4370 mieszkańców.  

## Osady
W skład dzielnicy wchodzi pięć osad (buurt):
| Lp. | Nazwa                  | Powierzchnia km² | Liczba mieszkańców |
| --- | ---------------------- | ---------------- | ------------------ |
| 1.  | Cabo Verde             | 0,23             | 813                |
| 2.  | Esperansa bij Salsbach | 0,26             | 761                |
| 3.  | Salsbach               | 0,11             | 240                |
| 4.  | Santa Maria            | 0,18             | 214                |
| 5.  | Stenen Koraal          | 1,88             | 2471               |